# Movilización estudiantil en Chile de 2012
La movilización estudiantil de 2012 es consideradas como continuadoras del gran movimiento estudiantil del 2011, que remeció los cimientos de la sociedad chilena, poniendo en jaque a la clase política y reactivando el interés de los ciudadanos por reclamar sus derechos. 
Las primeras manifestaciones fueron producto de las medidas represivas adoptadas por algunas autoridades, como los alcaldes Labbé y Sabat, que negaron la matrícula a alumnos de colegios de sus comunas, quienes acudieron a la justicia buscando revocar la medida.

## Desarrollo

### Marcha del 25 de abril

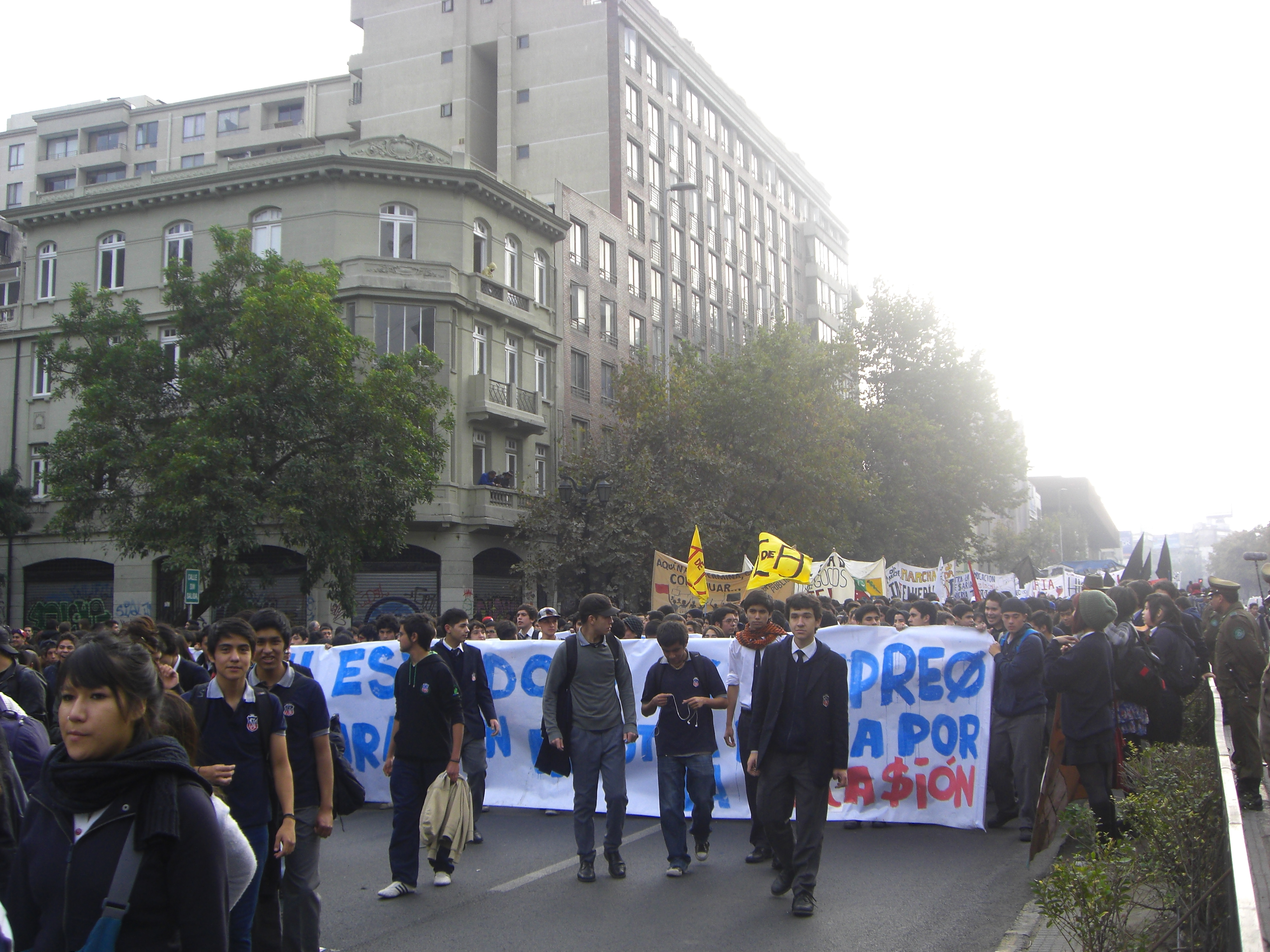
Marcha del 25 de abril avanzando por la Alameda, en Santiago.

Convocada con varios días de anticipación por la Confech, la Cones, la Aces y el Colegio de Profesores, se realizó una paralización de actividades y marchas en las principales ciudades de Chile el 25 de abril de 2012. La marcha más multitudinaria fue la de Santiago, con cerca de 48.000 asistentes, quienes se desplazaron por la Alameda desde Plaza Baquedano hasta las cercanías de la Biblioteca Nacional, para proseguir por Mac-Iver hasta la ribera del río Mapocho y concluir con un acto artístico cultural frente a la Estación Mapocho. Al término de la marcha, grupos aislados de jóvenes se enfrentaron con Carabineros de Chile en las cercanías de la Casa Central de la Universidad de Chile y del Mercado Central.

### Marcha del 28 de junio
En junio de 2012, en la casa central de la Universidad Católica, se reunieron los dirigentes de la Confederación de Estudiantes de Chile (Confech) junto a estudiantes secundarios para convocar a una nueva jornada de movilización durante el mes de junio. La principal causa de tomar dicha decisión, de continuar el movimiento es el que el gobierno no reponda a las demandas de los estudiantes, como lo afirmó el presidente de la Federación de Estudiantes de la Universidad de Chile (Fech), Gabriel Boric: «Los estudiantes no cansamos de esperar respuestas del gobierno, de ver empresarios delincuentes y de no tener soluciones. Sin movilizaciones y sin presión social este gobierno no escucha».
Se trató de la marcha del día 28 de junio, la cual no se diferenció mucho de las otras, pues se desarrolló de igua manera, con inicios armónicos y desenlaces nefastos, entre incidentes y peleas. En esta oportunidad, los estudiantes fueron acompañados por la dirigencia del colegio de Profesores, la Central Unitaria de Trabajadores (CUT), funcionarios del Ministerio de Educación, la Anef y funcionarios de la Salud, entre otros gremios. Fue muy masiva y concurrida. Luego de la convocatoria, los estudiantes llevaron una carta a La Moneda con su propuesta educacional.

### Nuevas tomas y radicalización de la lucha estudiantil
Durante esta tercera parte del movimiento estudiantil, los estudiantes volvieron a utilizar el método más radical para manifestarse, las tomas, tanto en liceos como universidades, dentro de los cuales se encuentran los emblemáticos liceos Instituto Nacional, Carmela Carvajal, Liceo Lastarria entre otros y la Universidad de Chile, Las autoridades, a diferencia del año anterior, accionaron inmediatamente, utilizando la fuera de carabineros para realizar los desalojos. A mediados del 2012 se vivió una intensa lucha entre estudiantes y carabineros, entre los justificadores de las tomas y los opositores.